# 末永香乃
末永 香乃（すえなが かの、2001年4月27日 - ）は、日本の女性アイドル、作詞家、声優であり、アイドルグループStar★shiμ'n!!!(スターシャイミューン/STAR SHIMUNE)のメンバー。アイドル活動の傍ら、Kano SuenagaやSakuraCode#の名義で、楽曲の作詞・振付・衣装デザイン等のプロデュースも行う。

東京都出身。トイプラ所属、クロコダイル (声優事務所)（業務提携）。

## 略歴
- 2017年4月　TOY SMILYのメンバーとしてデビュー（末永かのん）、2018年8月卒業、
- 2019年2月　LOVELINK結成
- 2020年1月　綺星★フィオレナード加入（末永奏乃）
- 2021年4月　綺星★フィオレナード再加入（末永香乃）[1]
- 2023年2月　煌めき☆アンフォレントと綺星★フィオレナードが解体再編成し、新メンバーを足した大型ユニット「Star★Shiμ'ne!!!」の傘下の多国籍アイドルグループ「輝星★Cosμ'n(こずみゅん/STAR COSMUNE)」メンバーとして『JAPAN EXPO THAILAND 2023』でグローバルデビュー[2][3]。
- 2024年1月　クロコダイル (声優事務所)と業務提携[4]
- 2025年1月　声優ユニットライブレボルトリベンジに新メンバー「燈色まいか」役として加入
- 2025年4月　「AniVRic PROJECT」の声優アイドルコンテンツ「MiraProject」の第1弾グループ「MiraMellow」(ミラメロウ)加入

## 人物

### 趣味
タイ語を覚えること、読書、占い

ラブライブ、セーラームーン、プリキュアのヲタク

### 特技
ピアノ、フルート、絶対音感

## 作詞曲
| #  | タイトル                              | 歌唱                                                       | リリース（初披露） |
| -- | ------------------------------------- | ---------------------------------------------------------- | ------------------ |
| 1  | 春恋♡プロローグ （春漾♡戀曲）         | 月宵♢クレシェンテ （トイプラ台湾）                         | 2021年4月          |
| 2  | SolaSeed♬StarLine                     | 末永香乃                                                   | 2021年4月          |
| 3  | Shu★parklinG!!×II                     | 綺星★フィオレナード                                        | 2021年7月          |
| 4  | Not a full moon...                    | 月宵♢クレシェンテ （トイプラ台湾）                         | 2022年4月          |
| 5  | MM:Rainbow ~Melts Moonlight rainbow ~ | 末永香乃                                                   | 2022年4月          |
| 6  | 瞬移≪プロミスユー （Promise you:♥）   | 月宵♢クレシェンテ （トイプラ台湾） 輝星★Cosμ'n（トイプラ） | 2022年             |
| 7  | I knew LUNA☆TIC!                      | 月宵♢クレシェンテ （トイプラ台湾）                         | 2023年4月          |
| 8  | ひみCHU★プリラブマジック              | Star★Shiμ'ne!!!                                            | 2023年6月          |
| 9  | KiLa・Luna♢Crescente♪                 | 月宵♢クレシェンテ （トイプラ台湾）                         | 2023年11月         |
| 10 | S☆L☆S Stella Love Story               | Stellagrima* （トイプラタイランド）                        | 2024年3月          |
| 11 | Moon♬MemoriaLight                     | 夜宙☆ShiNew'（トイプラ）                                   | 2024年7月          |
| 12 | Shine!!byS!!!                         | 夜宙☆ShiNew'（トイプラ）                                   | 2024年7月          |
| 13 | 輝きは未来からのラブレター            | MiraMellow / MiraMare （AniVRic Project）                  | 2025年4月          |
| 14 | Mello♡Mello///                        | MiraMellow / MiraMare （AniVRic Project）                  | 2025年4月          |
| 15 | サイリウムスターマジック☆             | MiraMellow / MiraMare （AniVRic Project）                  | 2025年4月          |
| 16 | Re:Sperkle!!                          | MiraMellow / MiraMare （AniVRic Project）                  | 2025年4月          |
| 17 | ハピネ!!!スイーツ♡                    | 末永香乃                                                   | 2025年5月          |
| 18 | ココロ夢空                            | 末永香乃                                                   | 2025年5月          |
| 19 | Happy☆Journey                         | 三谷綾子（トイプラ）                                       | 2025年6月          |
| 20 | SpicyLove♡Check!                      | 三谷綾子（トイプラ）                                       | 2025年6月          |

## ディスコグラフィ
- スタフィオ時代の楽曲は綺星★フィオレナードを参照
- LiveRevoltの楽曲はライブレボルトを参照

### シングル
- Star★Shiμ'ne!!!　1stシングル「ひみCHU★プリラブマジック」（2023年8月 日本コロムビア）　作詞：Kano Suenaga、TVアニメ『実は俺、最強でした?』のエンディングテーマとしてオリコン週間9位、USENアニメランキング週間1位

### アルバム
- アニソンForever vol.1（2024年11月26日）アニソンカバーアルバムに参加、単独でムーンライト伝説（美少女戦士セーラームーン）、流れ星キセキ（アイドルマスター）をカバー、Star★Shiμ'ne!!!でおジャ魔女カーニバル!!（おジャ魔女どれみ）をカバー

## 出演

### 雑誌掲載
- BUBKA グラビア掲載（2021年7月、白夜書房）
- FLASH (写真週刊誌) グラビア掲載 (2022年4月『FLASH』1641号（光文社）[18]
- ヤングチャンピオン烈 （2023年 No.7 背表紙グラビア掲載（秋田書店）

### インターネットラジオ
- A&G ARTIST ZONE THE CATCH 【Star★Shiμ'ne!!!のザキャッチ】(2023年2月～9月、文化放送) 毎週水曜、Star★Shiμ'ne!!!メンバーが交互にパーソナリティを担当[19]

### テレビドラマ
- ONE DAY〜聖夜のから騒ぎ〜（2023年、フジテレビ）ドラマ内の歌番組特番でアイドルグループ役として輝星★Cosμ'nが出演、着ぐるみを着た二宮和也や中谷美紀と共演した[20]

### テレビアニメ
- 実は俺、最強でした?（2023年、テレビ朝日）エンディング主題歌「ひみCHU★プリラブマジック[21]」作詞：Kano Suenaga、歌唱：Star★Shiμ'ne!!!、メイドA役で声優デビュー

### カードゲーム
- カードゲームDIVINE CROSSとコラボしカード化、このプロモカードはHNGSONIC2024夏のライブイベントで配布された[22]